# Pénétrante de Ain Chkef
L'autoroute A201 ou pénétrante de Ain Chkef est une autoroute marocaine, longue de 11 km, permettant l'accès à Fès depuis l'autoroute Rabat - Oujda via Ain Chkef. Il s'agit d'un des 3 accès à Fès par l'autoroute.

## Tracé
Entre l'échangeur A201 - A2 et le péage, la pénétrante est une autoroute, tandis qu'entre le péage et le centre ville de Fès, elle mélange entre autoroute et voie-express, prenant le même tracé que la 5055.
| Nom  | Section                 | État (2020)       | Longueur |
| ---- | ----------------------- | ----------------- | -------- |
| A201 | Pénétrante de Ain Chkef | En service (1998) | 11 km    |

## Sorties
| Elément                    | Kilomètre | Itinéraire                                                                         | Routes                  |
| -------------------------- | --------- | ---------------------------------------------------------------------------------- | ----------------------- |
| Échangeur entre A201 et A2 | km 0      | مطــار فاس سايــس تـــازة - صفـــرو وجـــدة Aéroport Fès Saïss Taza - Sefrou Oujda | A2                      |
| Échangeur entre A201 et A2 | km 0      | مكـناس الرباط Meknès Rabat                                                         | A2                      |
| Péage                      | km 4      | Gare de péage de Fès Ouest                                                         |                         |
|                            | km 4      | عين الشقف Ain Chkef                                                                |                         |
|                            | km 5      | القطب الحضري عين الشقف Pole urbain Ain Chkef                                       |                         |
| Rocade Sud de Fès          | km 8      | تـــازة وجـدة Taza Oujda                                                           | 5006                    |
| Fin de pénétrante          | km 11     | الحي الصناعي سيدي ابراهيم Zone industrielle Sidi Brahim                            | Avenue Mohamed El Fassi |
| Fin de pénétrante          | km 11     | وسط المديـنـة Centre Ville                                                         | Avenue Mohamed El Fassi |
| Fin de pénétrante          | km 11     | حي بنسودة مــكــنـاس Hay Ben Souda Meknès                                          | Avenue Mohamed El Fassi |